# Тофанеле Вецкије (Верона)
Тофанеле Вецкије је насеље у Италији у округу Верона, региону Венето.
Према процени из 2011. у насељу је живело 36 становника. Насеље се налази на надморској висини од 24 м.